# 아덴 국제공항
아덴 국제공항(아랍어: مطار عدن الدولي, IATA: ADE, ICAO: OYAA)은 예멘 아덴에 있는 공항으로, 아라비아 반도에서 가장 오래된 공항이다. 민간 공항으로 사용되기 전에 이 비행장은 공군기지인 RAF 코르마크사르로 사용되었으며, 1917년에 개장하여 1967년에 RAF 기지로 사용되었다. 1970년대와 1980년대에는 민간 공항이자 소련 해군 항공 기지였다. 예멘 공군은 계속해서 군사 목적으로 사용하고 있다.